# Speicher Neuenlander Weg 7

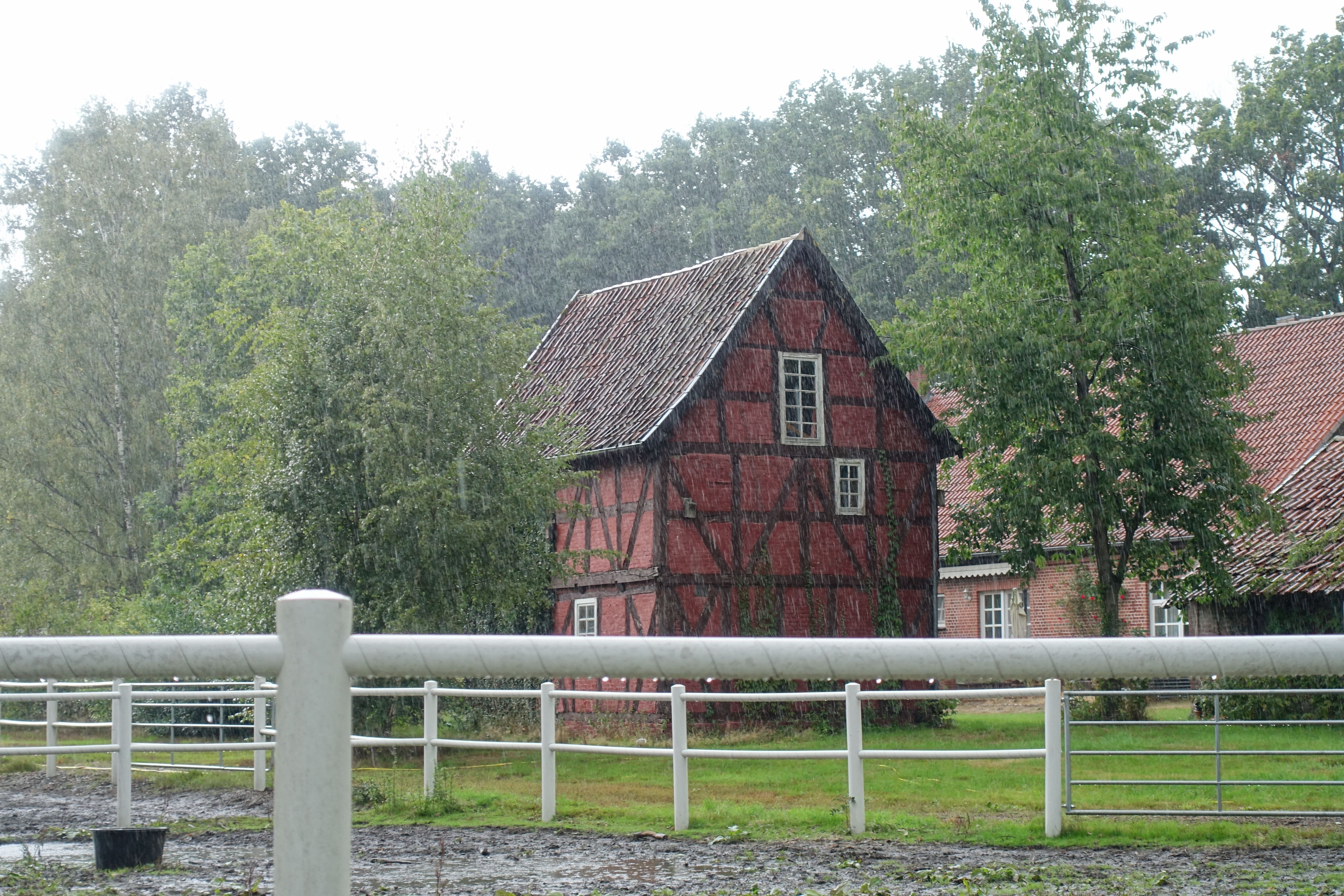
Südwest- und Südostfassade (2022)

Der Speicher Neuenlander Weg 7 in der niedersächsischen Gemeinde Hemslingen wurde im 18. Jahrhundert gebaut. Aktuell (2025) wird er als Nebengebäude genutzt.
Das Gebäude steht unter Denkmalschutz (siehe auch Liste der Baudenkmale in Hemslingen).

## Geschichte und Beschreibung
Hemslingen wurde um 1320 erwähnt und gehört zur heutigen Samtgemeinde Bothel im Landkreis Rotenburg (Wümme).
Das zweigeschossige giebelständige Gebäude als Treppenspeicher in Fachwerk mit Steinausfachungen und pfannengedecktem Satteldach, wurde 1761 gebaut. In das Obergeschoss des Treppenspeichers gelangte man über eine außen angebrachte Treppe, die dem Gebäude den Namen gab. Sie wurden u. a. im nordöstlichen Niedersachsen gebaut.
Das Landesdenkmalamt befand u. a.: „… Seine Erhaltung liegt aufgrund seiner geschichtlichen und städtebaulichen Bedeutung wegen seines Zeugnis- und Schauwertes für die Volks- und Heimatkunde, als Beispiel für den Bautyp eines Treppenspeichers des 18. Jahrhunderts und wegen der ortsbildprägenden Bedeutung im öffentlichen Interesse ….“